# Dénes Zsigmondy
Dénes Zsigmondy (* 9. April 1922 in Budapest; † 15. Februar 2014) war ein ungarischer Violinist und Musikpädagoge.
Zsigmondy studierte nach dem Besuch des Gymnasiums Kunstgeschichte und Pädagogik an der Universität Budapest und Violine an der Musikakademie. 1944 verließ er Ungarn und ging nach Salzburg, wo er durch seine Teilnahme an der Sommerakademie bekannt wurde. Er wirkte als Violinsolist und Lehrer in Europa und ab 1959 auch in den USA und Japan. Er wurde als gefragter Interpret der Werke von Mozart, Schubert und Beethoven, vor allem aber der Werke Béla Bartóks bekannt und spielte Uraufführungen mehrerer Kompositionen von Günter Bialas und Harald Genzmer sowie von Hans Chemin-Petit, dessen Konzert für Violine und Orchester (1971) er am 2. Dezember 1972 in Berlin, Konzertsaal der Hochschule für Musik (heute Universität der Künste), mit dem Symphonischen Orchester Berlin unter der Leitung von Wolfgang Trommer uraufführte. Viele Aufnahmen von Sonaten für Violine und Klavier spielte er mit seiner Frau, der Pianistin Anneliese Nissen, ein.